# Grande Remonstrância
A Grande Remonstrância ou a Solene Advertência  foi uma lista de queixas apresentadas ao rei Charles I da Inglaterra pelo Parlamento inglês em 1 de dezembro de 1641, mas aprovada pela Câmara dos Comuns em 22 de novembro de 1641, durante o Long Parliament ; foi um dos principais eventos que precipitaram a Guerra Civil Inglesa .

## Contexto
As relações entre o Rei e o Parlamento estava difíceis desde 1625, quando Carlos I, rei da Inglaterra, casou-se com a rainha católica francesa Henrietta Maria . Em 1626, Carlos dissolveu o parlamento para impedir que ele impugnasse seu favorito, o influente Duque de Buckingham . Precisando de dinheiro para prosseguir a guerra conta a Espanha como parte de sua estratégia de intervenção na Guerra dos Trinta Anos, ele recorreu a meios de legalidade duvidosa para levantar os fundos necessários, aprisionando sem acusação aqueles que se recusaram a pagar. Isso resultou na apresentação da Petição de Direitos pelo Parlamento ao Rei em 1628, a qual Carlos, em resposta, novamente dissolveu o Parlamento, e pelos próximos 11 anos - algumas vezes chamado de Tirania dos Onze Anos - tentou governar sem ele.
Em 1640, a situação tornou-se desesperadora o suficiente para Charles convocar novamente o Parlamento: diante da Guerra dos Bispos na Escócia, ele tentou arrecadar dinheiro para um novo exército real e imediatamente demitiu o Parlamento em maio, quando este se recusou a consentir. Ele tentou enviar um exército de qualquer maneira, mas carente de fundos, o exército inglês mal equipado e mal conduzido foi facilmente esmagado pelos partidários escoceses do Pacto Nacional . Agora precisando de dinheiro para pagar indenizações aos escoceses, Charles foi aconselhado por um Magnum Concilium (convocado apressadamente) de que ele não tinha escolha senão retornar ao Parlamento, que se reuniu em novembro.

## A Grande Remonstrância
Primeiramente proposta por John Pym, o líder efetivo da oposição ao rei no parlamento, a Grande Remonstrância resumiu toda a oposição do Parlamento às políticas externas financeiras, legais e religiosas de Charles, estabelecendo 204 pontos de objeção e requerendo a expulsão de todos os bispos do Parlamento, um expurgo de funcionários, com o Parlamento tendo direito de veto sobre as nomeações da Coroa e o fim da venda de terras confiscadas de rebeldes irlandeses . O documento teve o cuidado de não fazer qualquer acusação direta contra o próprio rei, ou qualquer outro indivíduo nomeado. Era fortemente anti-católico em tom, tomando o lado do partido puritano na Igreja Inglesa em oposição a William Laud, a quem Charles nomeou Arcebispo de Cantuária em 1633.
Em 22 de novembro de 1641, após um debate prolongado, a Grande Remonstrância foi aprovada por uma margem relativamente estreita: 159 votos a 148. A sua passagem dividiu o Parlamento e levou alguns parlamentares proeminentes, como Hyde e Falkland, que antes eram críticos do rei, ao lado Realista. Ao mesmo tempo, fortaleceu a determinação daqueles que se opunham ao que viam como um desvio para o catolicismo e o absolutismo: Cromwell comentou com Falkland que se a Grande Remonstrancia tivesse sido derrotada, 'eu teria vendido tudo o que tinha na manhã seguinte e nunca visto Inglaterra mais; e eu sei que existem muitos outros homens honestos da mesma resolução '.

 Em relação ao governo da igreja, a Grande Remonstrância pediu 
Um Sínodo Geral com os mais sérios, piedosos, eruditos e judiciosos clérigos desta ilha, auxiliado por outros de partes estrangeiras que professam a mesma religião conosco, que podem considerar todas as coisas necessárias para a paz e o bom governo da Igreja.
 O resultado foi o estabelecimento da Assembléia de Westminster .

## A resposta do rei
A Grande Remonstrância foi entregue ao rei Carlos I em 1º de dezembro de 1641, mas ele demorou muito para dar qualquer resposta a ela. O Parlamento, portanto, passou a publicar e divulgar o documento publicamente, forçando a mão do rei. Em 23 de dezembro, ele deu sua resposta, recusando-se a remover os bispos. Charles insistiu que nenhum de seus ministros eram culpados de qualquer crime de modo a merecer sua remoção e adiou qualquer decisão sobre a terra irlandesa até a conclusão da guerra lá. O rei afirmou que não podia conciliar a sua visão sobre o Estado da Inglaterra coma visão do do Parlamento e que, em relação aos assuntos religiosos, além de afirmar sua oposição ao catolicismo romano, também era necessário proteger a Igreja de "muitos cismáticos e separatistas".
A resposta foi uma tentativa de moderação calculada para reconquistar o apoio de membros moderados do Parlamento. Apesar disso e das concessões, incluindo a Lei Trienal e a prisão de William Laud, os eventos subsequentes tornaram a reconciliação impossível.